# Jata (vivienda)
Una jata es una construcción tradicional rural de Ucrania y el sur y el oeste de Rusia. Hecha con troncos y con techo de paja, se considera un símbolo nacional.
La palabra Xata se puede traducir como Casa o Choza. También se puede encontrar escrita como Khata.
Las jatas poseen varios elementos culturales ucranianos. Uno de ellos es que la puerta nunca da a la calle directamente, es decir, no ve ni se ve desde la calle; en lugar de ello, al salir por la puerta, se debe pasar antes por el jardín.
Otra característica es que por lo general es blanca con techo de paja. 
Se colocan telas rituales, llamadas Rushnyky, junto a la puerta y ventanas; éstas tienen el poder de proteger todas las entradas, como puertas y ventanas, y también los portales simbólicos, como son algunas imágenes, cuadros, de tal forma que cualquiera que entre a la casa, o inclusive a una habitación, no pueda dejar de verlas. 
Los inmigrantes ucranianos asentados en Canadá a principios del siglo XX construían este tipo de casas allá, y según un censo, en Ucrania vivió el 10% de la población nacida en esa época, en una jata de una habitación, y el 56% en una de dos.

## Construcción
La khata consiste en troncos apilados para formar las paredes, con techo de paja y cimientos de piedra o arcilla.
En su interior se encuentra el Horno ucraniano o pichka como elemento principal, y dos o tres habitaciones. Una de ellas se utiliza para eventos especiales.

## Música
La canción popular Casa mía, casa blanca fue compuesta inspirada en este elemento cultural de Ucrania

## Galería
|                                                      |
| Хата з с.Дударків, Бориспільський р-н, Київська обл. |

|                                                                       |
| Хата з с. Яснозіря Черкаського р-ну Черкаської обл. з садиби № 2. ... |

|                             |
| Jata (Casa rural ucraniana) |

|                                |
| Imagen surrealista de una Jata |